# Porgy and Bess (Miles Davis)
Porgy and Bess è un album di Miles Davis pubblicato nel 1959 dalla Columbia Records, basato sugli arrangiamenti che Gil Evans scrisse a partire dall'opera omonima di George Gershwin.

## Il disco
La registrazione avvenne in quattro sessioni, il 22 luglio, il 29 luglio, il 4 agosto e il 18 agosto 1958. Nella sua autobiografia, Davis non ne dà molte notizie, tranne annotare che la cosa che gli piacque di più fu la sfida di dover avvicinare il suono della tromba alla voce umana.
Questa incisione divenne comunque il suo maggior successo commerciale fino ad allora, e sarebbe stato sorpassato solo da Bitches Brew, quasi dieci anni più tardi. In un periodo in cui le rielaborazioni del classico di Gershwin abbondavano - sempre in ambito jazz, si ricorda una classica versione di Ella Fitzgerald e Louis Armstrong prodotta da Norman Granz per la Verve Records - la versione di Davis ed Evans spiccò (tanto per il lirismo di Miles quanto per i raffinatissimi arrangiamenti di Evans) ed è una delle poche (assieme alla citata versione di Fizgerald e Armstrong) ad aver resistito al trascorrere degli anni. L'album è stato premiato con la Grammy Hall of Fame Award 2000.
La versione di Summertime registrata in questo album rimase a lungo nel repertorio di Davis, e fu una delle rarissime ballad che continuò ad eseguire in concerto anche durante il cosiddetto periodo elettrico.

## Tracce
- Tutti i brani sono di George Gershwin, Ira Gershwin e DuBose Heyward, tranne dove specificato.

1. The Buzzard Song - 4:07
2. Bess, You Is My Woman Now - 5:10
3. Gone (G. Evans) - 3:37
4. Gone, Gone, Gone - 2:03
5. Summertime (G. Gershwin, I. Gershwin, D. Heyward, D. Heyward) - 3:17
6. Oh Bess, Oh Where's My Bess - 4:18
7. Prayer (Oh Doctor Jesus) - 4:39
8. Fisherman, Strawberry and Devil Crab - 4:06
9. My Man's Gone Now - 6:14
10. It Ain't Necessarily So - 4:23
11. Here Come De Honey Man - 1:18
12. I Loves You, Porgy - 3:39
13. There's A Boat That's Leaving Soon For New York - 3:23
14. I Loves You, Porgy (take 1, second version) - 4:14 (solo sulla riedizione)
15. Gone (take 4) (G. Evans) - 3:40 (solo sulla riedizione)

## Formazione
- Miles Davis - tromba, flicorno
- Ernie Royal, Bernie Glow, Johnny Coles e Louis Mucci - tromba
- Dick Hixon, Frank Rehak, Jimmy Cleveland e Joe Bennett - trombone
- Willie Ruff, Julius Watkins e Gunther Schuller - corno francese
- Bill Barber - tuba
- Phil Bodner, Jerome Richardson e Romeo Penque - flauto, flauto contralto e clarinetto
- Cannonball Adderley - sax contralto
- Danny Bank - flauto contralto, clarinetto basso
- Paul Chambers - contrabbasso
- Jimmy Cobb - batteria (in 2, 8, 10 e 11)
- Philly Joe Jones - batteria (altre tracce)
- Gil Evans - arrangiatore, direzione
- Cal Lampley - produttore
- Frank Laico - tecnico del suono